# كوينسي وليامز
كوينسي وليامز (بالإنجليزية: Quincy Williams)‏ هو لاعب كرة قدم أمريكية أمريكي، ولد في 28 أغسطس 1996 في برمنغهام في الولايات المتحدة.

## وصلات خارجية
- كوينسي وليامز على موقع مرجع كرة القدم المحترفة.كوم (الإنجليزية)